# アルフィー・モーソン
アルフィー・ロバート・ジョン・モーソン（Alfie Robert John Mawson, 1994年1月19日 - ）は、イングランド・ロンドン出身の元サッカー選手。現役時代のポジションはディフェンダー。

## 経歴
2015-16シーズンは、バーンズリーFCのフットボールリーグトロフィー優勝やフットボールリーグ1プレーオフ優勝に貢献し、2016年8月30日、プレミアリーグのスウォンジー・シティAFCはモーソンと4年契約を結んだことを発表した。
2018年8月2日、フラムFCと4年契約を締結したことが発表された。
2022年8月11日、ウィコム・ワンダラーズFCに復帰した。
2023年2月14日、怪我のため現役を引退することを表明した。

## タイトル
バーンズリーFC
- フットボールリーグトロフィー : 2015-16
- フットボールリーグ1プレーオフ : 2015-16